# Магомедов, Зиявудин Гаджиевич
Зиявуди́н Гаджи́евич Магоме́дов  (псевдоним Стальский; род. 25 сентября 1968 года, Махачкала, Дагестанская АССР, РСФСР, СССР) — российский экономист, управленец, предприниматель. Владелец и председатель совета директоров группы компаний «Сумма», которой, в частности, принадлежит миноритарный пакет акций транспортно-логистической компании FESCO (32,5 %), компании «Глобалэлектросервис», «ИНТЭКС», «Стройновация» и 25,05 % акций Новороссийского морского торгового порта. Двоюродный брат российского политического деятеля и предпринимателя Ахмеда Билалова.

## Биография
Зиявудин Магомедов родился в 1968 году в Махачкале. По национальности аварец.
В 1993 году окончил экономический факультет МГУ им. Ломоносова. В 1994-1998 годах был президентом АОЗТ «ИФК-Интерфинанс», позднее стал председателем Совета директоров этой компании, в 2004-2005 годах был председателем Совета директоров ОАО «Транс-Ойл», затем был председателем Совета директоров ОАО «Первая горнорудная компания».
В 2006 году компания «Славия», контролируемая Магомедовым, купила 76 % акций «Якутгазпрома» за 628,5 млн рублей. Департамент экономической безопасности МВД России вынес постановление об осуществлении оперативно-розыскных мероприятий в связи с выявленным фактом мошенничества по приобретению акций «Якутгазпрома», однако в дальнейшем дело осталось без последствий.
В том же году контролируемая Магомедовыми «Сумма Телеком» без конкурса получила частоты в диапазоне 2,5-2,7 ГГц для оказания услуг по беспроводной технологии WiMax на территории всей России. А уже в 2007 году эта компания выиграла конкурс на GSM-частоты, получив 13 лицензий на 11 регионов Урала и Дальнего Востока, в то время, как «Вымпелком» получил всего три лицензии на Дальнем Востоке.
В 2007 году Зиявудин Магомедов вошёл в попечительский совет Большого театра.
В июле 2009 года контролируемая Зиявудином «Сумма Капитал» получила контроль над «СУИПроектом» — генподрядчиком реконструкции Большого театра. После завершения работ Группа «Сумма» вышла из состава собственников «СУИПроекта».
В 2010 году вошёл представителем России в Деловом Консультативном Совете форума АТЭС на 2010—2012 годы. В 2012 году председательствовал в Деловом Консультативном Совете в качестве представителя от России.
В январе 2011 года Зиявудин Магомедов совместно с «Транснефтью» приобрели компанию Kadina Ltd, которой принадлежал контрольный пакет (50,1 %) Новороссийского морского торгового порта. Продавцами по сделке (сумма сделки, составившая 2,5 млрд долларов США, по данным газеты «Ведомости» почти на 80 % превышает рыночную оценку, складывавшуюся на тот момент), выступили семьи председателя совета директоров НМТП Александра Пономаренко и депутата Госдумы Александра Скоробогатько (получили вместе около $2 млрд) и структуры предпринимателя А. Р. Ротенберга (получил около $500 млн).
В июне 2012 года вошёл в Совет по модернизации экономики и инновационному развитию России при Президенте России.
В 2012 году Зиявудин Магомедов основал благотворительный фонд «Пери» (цель фонда — содействие развитию культурных, образовательных и социальных программ в России и в мире).
В сентябре 2013 года стал членом Попечительского совета Фонда развития и поддержки Международного дискуссионного клуба «Валдай».
Является партнёром некоммерческой благотворительной организации «Фонд поддержки олимпийцев России»,
членом Попечительских Советов ВГИКа,
Дипломатической академии МИД РФ, а также
Фонда Европейского университета в Санкт-Петербурге (ЕУСПБ).
Является членом Российского Совета по международным делам (РСМД).
В 2015 году основал венчурный фонд Caspian VC Partners, который затем инвестировал в Peek Travel, Uber, Uber China, Diamond Foundry и Virgin Hyperloop One. В реализацию проекта высокоскоростного вакуумного поезда Hyperloop Магомедов вложил около 100 млн долларов с уверенностью в осуществлении идеи до 2021 года.
В октябре 2016 года Зиявудин вошёл в совет директоров Hyperloop One, а через год стал его сопредседателем.
В 2016 купил акции промоутерской компании по смешанным единоборствам Eurasia Fight Nights.
В списке Forbes за 2017 год Магомедов находился на 63-м месте в списке богатейших бизнесменов России с состоянием 1,4 млрд долларов.
31 марта 2018 года был арестован в Москве.

## Уголовное преследование
31 марта 2018 года, по подозрению в хищении 2,5 млрд рублей и организации преступного сообщества, решением Тверского суда города Москвы Зиявудин Магомедов и его брат Магомед, совладельцы группы «Сумма», были заключены под стражу.  При оглашении постановления судья отметила, что Магомедов подозревается в совершении тяжкого преступления, срок наказания за которое превышает 10 лет колонии и сослалась на наличие в материалах дела показаний свидетелей, сообщающих об оказании на них давления. С учётом данных о личности подозреваемого, тяжести предъявленных обвинений, возможности скрыться от следствия суд не нашёл возможности применить к Магомедову меру пресечения в виде домашнего ареста или залога в 2,5 млрд рублей, о которых ходатайствовала защита.
Братьям Магомедовым было предъявлено обвинение в хищении около 11 млрд рублей при строительстве стадиона «Арена Балтика» и аэропорта Храброво в Калининграде, намыве участка на Крестовском острове в Санкт-Петербурге, а также по ещё нескольким эпизодам мошенничества. В мае 2020 года адвокаты Магомедовых заявили, что у обвиняемых были арестованы активы на сумму около 100 млрд рублей. Слушания по делу начались 6 апреля 2021 года в Мещанском районном суде Москвы. 28 мая 2022 года Хамовнический суд Москвы по иску Генпрокуратуры изъял у братьев Магомедовых $750 млн, вырученных от продажи 50,1% акций Новороссийского морского торгового порта в 2018 году. 19 октября 2022 года гособвинение попросило суд приговорить Зиявудина Магомедова к 24 годам колонии строгого режима. Для его брата — 21 год лишения свободы.
1 декабря 2022 года суд приговорил Зиявудина Магомедова к 19 годам колонии строгого режима за создание преступного сообщества и хищение бюджетных средств. Его брата Магомеда — к 18 годам. Также им были назначены штраф в размере 2,5 млн руб. и ограничение свободы на два года.
В сентябре 2023 года братья Магомедовы обратились в Высокий суд Лондона с иском против бывших менеджеров и акционеров FESCO, а также «Транснефти» и «Росатома». Они обвинили ответчиков в незаконном отчуждении собственности на более чем 10 миллиардов долларов.

## Состояние
| Дата публикации | Издатель      | Состояние, млрд долларов США | Место в рейтинге |
| --------------- | ------------- | ---------------------------- | ---------------- |
| 2010-02-15      | Журнал Финанс | 0,80                         | 88               |
| 2011-02-14      | Журнал Финанс | 3,00                         | 41               |
| 2016-04-14      | Forbes        | 0,9                          | 93               |
| 2017-04-20      | Forbes        | 1,4                          | 63               |

## Семья
До 2018 года Зиявудин Магомедов был женат на Ольге Владимировне Магомедовой (в девич. Шипилова, род. 1967); она является учредителем ряда коммерческих структур.
Имеет троих детей.
В ходе рассмотрения апелляционной жалобы Ольги Магомедовой на арест принадлежащей ей квартиры в Москве стало известно о её разводе с мужем в январе 2018 года. Следствие предполагает, что брак был расторгнут с целью сокрытия части имущества.

## Награды
- Орден Почёта (18 апреля 2012 года) — за большой вклад в реализацию мероприятий по восстановлению Кронштадтского Морского собора во имя Святителя Николая Чудотворца[29]
- Орден Дружбы (15 марта 2010 года) — за большой вклад в строительство первой очереди нефтепроводной системы «Восточная Сибирь — Тихий океан» и достигнутые трудовые успехи[4][30]
- Почётная грамота Президента Российской Федерации (17 декабря 2011 года) — за большой вклад в реконструкцию, реставрацию, техническое оснащение и торжественное открытие федерального государственного бюджетного учреждения культуры «Государственный академический Большой театр России»[31]